# Ponte da Vila Formosa
Il Ponte da Vila Formosa (noto anche come Ponte do Seda) è un ponte romano presso Vila Formosa in Portogallo, a circa 3 km a nord di Seda e a 40 km ad ovest di Portalegre, che attraversa il Rio Seda per una lunghezza di 116 m. Fa parte dei ponti romani meglio conservati della Penisola Iberica.
L'antico ponte era parte essenziale di una strada romana lunga 230 km, che collegava Emerita Augusta (oggi Mérida) in Spagna a Olisipo (oggi Lisbona) in Portogallo.
Il ponte consiste di grossi blocchi di granito in rilievo. Sul lato dei cinque pilastri del fiume verso la montagna si trovano dei frangiflutti. Nella zona superiore dei pilastri vi sono aperture simili a finestre, arrotondate in alto con piccoli archi, come mostrava una volta anche il Ponte Romano Alcanede. Queste aperture per i flutti che dividono nettamente la facciata danno un'indicazione per la datazione del ponte all'inizio dell'era cristiana. I sette archi si appoggiano in modo compatto sulla linea dell'acqua. Lo scarico delle acque meteoriche dalla carreggiata è effettuato diversamente. A monte vengono deviate verso la gargolla. A valle nel muro del parapetto si trovano i fori delle acque di scarico, che drenano in un canaletto di scolo, che nella veduta del ponte appare come un largo cornicione. Ne consegue che in origine la carreggiata era costruita ad arco.